# Tecnologies de la informació i la comunicació

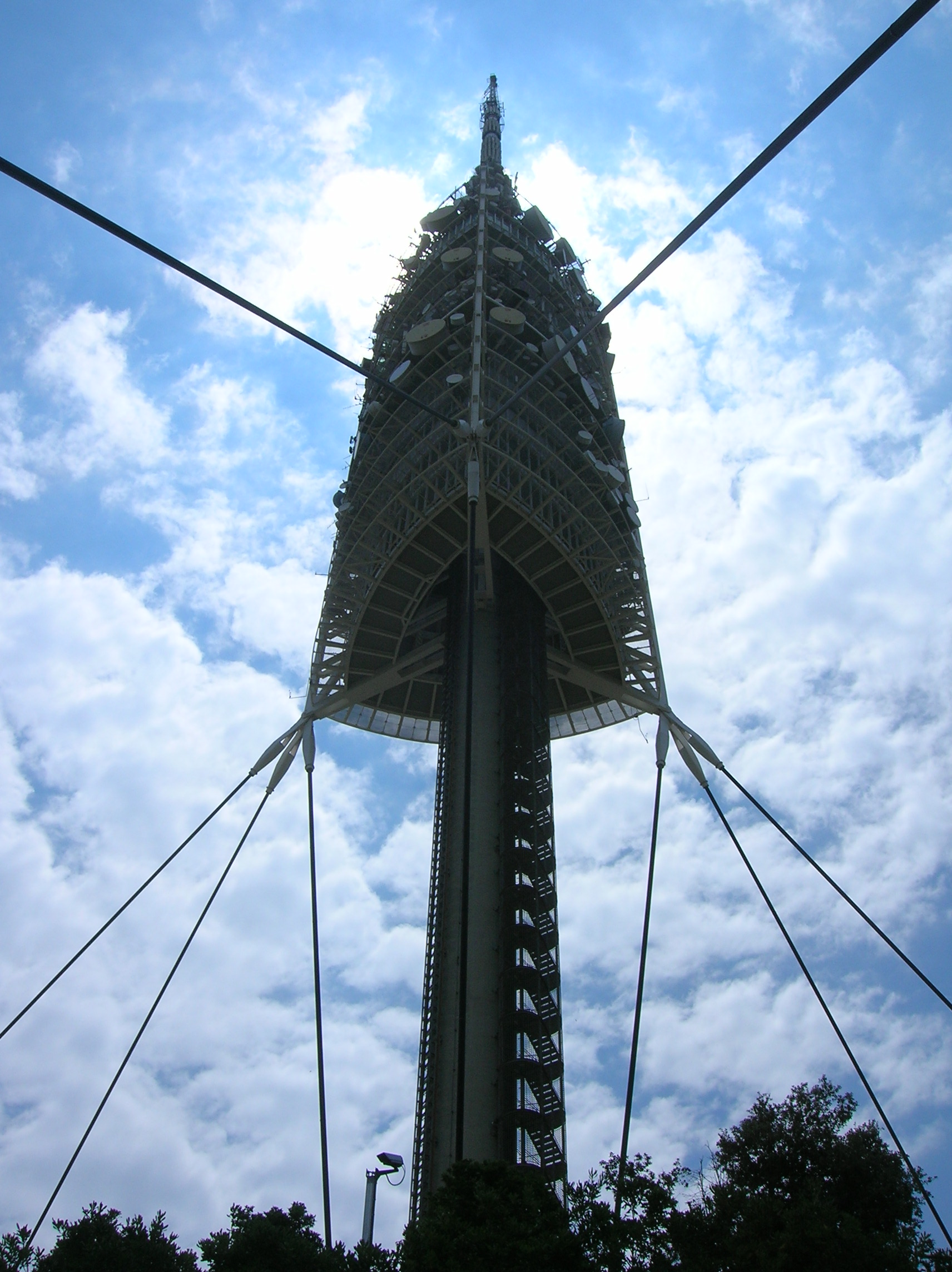
Torre de telecomunicacions de Collserola

Les tecnologies de la informació i de la comunicació (TIC o NTIC per a noves tecnologies de la informació i de la comunicació o IT, de l'anglès information technology) agrupen els elements i les tècniques utilitzades en el tractament i la transmissió de les informacions, principalment d'informàtica, internet i telecomunicacions. Per extensió, designen el sector d'activitat econòmica que hi està relacionat.
| « | Les tecnologies de la informació i la comunicació no són cap panacea ni fórmula màgica, però poden millorar la vida de tots els habitants del planeta. Disposem d'eines per a arribar als Objectius de Desenvolupament del Mil·lenni, d'instruments que faran avançar la causa de la llibertat i la democràcia, i dels mitjans necessaris per a propagar els coneixements i facilitar la comprensió mútua. | » |
| — Kofi Annan, Secretari general de l'ONU, discurs inaugural de la primera fase de la WSIS, Ginebra, 2003 | |   |

L'ús de les tecnologies d'informació i comunicació entre els habitants d'una població ajuda a disminuir el buit digital existent en aquesta localitat, ja que augmentaria el conglomerat d'usuaris que utilitzen les TIC com a mitjà tecnològic per al desenvolupament de les seves activitats i per això es redueix el conjunt de persones que no les utilitzen.

## Història
Es pot considerar les TIC un concepte dinàmic. Per exemple, a la fi del segle xix el telèfon podria ser considerat una «nova tecnologia» segons les definicions actuals. Aquesta mateixa definició es podria aplicar a la televisió quan va aparèixer i es popularitzà a la dècada de 1950. No obstant això, avui no es posarien en una llista de TIC i fins i tot és molt possible que actualment els ordinadors ja no puguin ser qualificats de noves tecnologies. Tot i això, en un context ampli, es pot considerar que el telèfon, la televisió i l'ordinador formen part del que avui s'anomena TIC, tecnologies que afavoreixen la comunicació i l'intercanvi d'informació en el món actual.
Després de la invenció de l'escriptura, els primers passos cap a una societat de la informació van estar marcats per la impremta, el telègraf elèctric, després el telèfon i la radiotelefonia, la televisió i Internet. La telefonia mòbil i el GPS han associat la imatge al text i a la paraula sense fils, internet i la televisió són accessibles en el telèfon portàtil, que és també una màquina de fer fotos.
L'acostament de la informàtica i de les telecomunicacions, en l'últim decenni del segle xx, ha beneficiat la miniaturització dels components, permetent produir aparells «multifuncions» a preus accessibles des dels anys 2000.
Els usos de les TIC no paren de créixer i d'estendre's, sobretot als països rics, amb el risc d'accentuar localment la fractura digital i social i la diferència entre generacions. Des de l'agricultura de precisió i la gestió del bosc, al monitoratge global del medi ambient planetari o de la biodiversitat, a la democràcia participativa (TIC al servei del desenvolupament sostenible) passant pel comerç, la telemedicina, la informació, la gestió de múltiples bases de dades, la borsa, la robòtica i els usos militars, sense oblidar l'ajuda als discapacitats (cecs que fan servir sintetitzadors vocals avançats, per exemple), les TIC tendeixen a prendre un lloc creixent en la vida humana i el funcionament de les societats. Alguns temen també una pèrdua de llibertat individual (efecte Gran germà, intrusisme creixent de la publicitat dirigida i no desitjada, etc.). Els prospectivistes pensen que les TIC haurien de tenir un lloc creixent i podrien ser l'origen d'un nou paradigma de civilització.
La comunicació és una necessitat i alguna cosa que està present en la vida de l'ésser humà des dels temps més remots. Intercanviar informacions i projectes, registrar dades, expressar idees i emocions són factors que han contribuït i influenciat les diferents formes de comunicar-se. Així, amb el pas del temps, les persones van anar perfeccionant la seva capacitat de relacionar-se i de cooperar entre elles.
Segons van anar sorgint noves necessitats, els grups humans van anar perfeccionant les seves respectives capacitats racionals per desenvolupar-se i utilitzar nous procediments i mecanismes al servei de la comunicació. S'entén doncs per tecnologia, tot allò que permet evolucionar, millorar, i/o simplificar, en suma, tot procés o mètode o procediment de perfeccionament.
La humanitat ha passat per diverses fases tecnològiques i és un error associar aquest fenomen únicament a la denominada última generació, àmbit al qual sí que es podria anomenar tecnologia de punta.
Els desenvolupaments tecnològics més interessants amb relació a informació i comunicació han sorgit en l'era moderna, facilitant l'educació a través de la inclusió digital amb la inserció de computadores a les escoles, facilitant el perfeccionament i ús de la tecnologia per part dels alumnes de tots els nivells, fent comú i corrent la recerca d'informacions i la realització de múltiples tasques d'utilitat en totes les dimensions de la vida humana, capacitant a professors i mestres de tots els nivells a través de la creació de xarxes i comunitats virtuals.
Amb relació a aquest enfocament, «els ordinadors són els grans responsables d'aquest procés. Els sistemes d'informació en les empreses no poden ser introduïts així com així, sinó que requereixen estudis a nivell de l'abordatge gerencial i estratègic, al costat de l'anàlisi d'impacte per la disponibilitat d'informacions de millor qualitat i de major implicància.
Existeix una tendència cada vegada més accentuada, amb relació a l'adopció de les tecnologies d'informació i comunicació no solament en les institucions educatives, sinó també i preferentment en empreses de diverses àrees, particularment després de la disseminació d'equips digitals de petit port i cost en el quotidià contemporani. Hi ha una varietat molt gran d'informacions per les quals el tractament digital ofereix amb avantatges: imatges; sons; moviments; representacions manipulables de dades i sistemes (simulacions), tot això integrat i immediatament disponible, la qual cosa ofereix un nou marc de fonts de continguts.
La comunicació és també la responsable de molts grans avenços, en èpoques recents i en èpoques antigues històriques i prehistòriques. A causa de l'intercanvi de missatges i com a conseqüència d'experiències, s'han fet grans descobriments. La mateixa història humana, sense els dibuixos de les cavernes, sense els jeroglífics egipcis i sense l'enorme patrimoni d'informació que ens va ser llegat a través de l'escriptura, no produiria l'emoció sentida avui dia en observar el gran avanç d'aquests mitjans. Tots els exemples citats abans, en definitiva, són formes de deixar missatges, o sigui, transmetre cap al futur una informació, una experiència, un fet, o un descobriment. La comunicació és un fenomen complex, perquè existeixen diverses formes de comunicació. L'objectiu retingut en aquest escrit, és mostrar la importància que tenen l'intercanvi de missatges i d'informacions, així com la relació entre humans en general, quant a l'evolució de nous conceptes i noves idees, com per exemple el treball col·laboratiu (treball en equip), la gestió del coneixement, l'ensenyament a distància (e-learning), tot el que promou una major democràcia en les col·lectivitats humanes en atorgar a tots possibilitats en forma més equitativa.
En un ambient corporatiu, on un grup de persones es maneja amb objectius comuns, la necessitat de comunicar-se augmenta considerablement. En una corporació, existeixen barreres culturals, socials, tecnològiques, geogràfiques, temporals, entre d'altres, que dificulten la intercomunicació personal. Per tant, un dels desafiaments a vèncer serà superar aquestes barreres.
Actualment , els sistemes d'informació i les xarxes d'ordinadors exerceixen un rol important en la comunicació corporativa, ja que a través d'aquestes eines i d'aquests mecanismes, es poden arribar a superar les barreres abans assenyalades. Segons Pierre Lévy (1999), noves maneres de pensar i de conviure estan sent elaborades i desenvolupades en l'àmbit de les telecomunicacions i de la informàtica. Les relacions entre les persones, el treball, fins i tot la mateixa intel·ligència individual o col·lectiva, depenen en veritat, del desenvolupament i canvi incessants dels dispositius digitals d'ús massiu de tota classe. Tant l'escriptura, com la lectura, les il·lustracions, els registres i reproduccions d'àudio, la creació, i també el mateix aprenentatge, són assaltats i transformats en relativament poc temps per una informàtica i una tecnologia cada vegada més avançades.
La tecnologia de la informació i les comunicacions va tenir una gegantesca i ràpida evolució, i donada l'actual tendència que s'esbossa, innovacions i facilitats molt interessants continuaran sorgint. Internet i, en conseqüència, el correu electrònic i tot tipus d'aplicacions online, continuaran presentant i oferint avanços significatius, i serviran de base per al desenvolupament de nous i prometedors sistemes.
En els nostres dies, es podrien citar diverses tecnologies que d'una o una altra forma fan viable la comunicació, amb major independència de la geografia i del temps. Dins d'aquest escenari, Pierre Levy va dir el 1999 per:
Actualment, estudis sistemàtics de les tendències econòmiques i laborals observades en aquesta transició de segle i de mil·lenni que tantes novetats ens està aportant, mostren un fort desenvolupament de la producció de béns durables i de maquinàries, així com del treball mecànic i en sèrie, així com la creixent importància de la logística i dels factors competitius.
En aquesta nova economia, les capacitats d'innovació, de diferenciació, de creació de valor agregat, i d'adaptació als canvis, en bona part són determinades per la forma com integrem els nous coneixements en les cadenes i xarxes productives, així com l'adaptació demostrada per empreses, organitzacions, institucions estatals, i treballadors, per constantment adaptar-se a noves condicions.
| Total accés telefònic              | 97 | 95 | 95 |  |  |  |  |  |  |  |  |  |  |  |
| Accés telefònic fix                | 78 | 72 | 70 |  |  |  |  |  |  |  |  |  |  |  |
| Accés telefònic mòbil              | 80 | 81 | 83 |  |  |  |  |  |  |  |  |  |  |  |
| Accés telefònic fix i mòbil        | 61 | 58 | 57 |  |  |  |  |  |  |  |  |  |  |  |
| Accés telefònic fix, però no mòbil | 18 | 22 | 24 |  |  |  |  |  |  |  |  |  |  |  |
| Accés telefònic mòbil, però no fix | 18 | 15 | 14 |  |  |  |  |  |  |  |  |  |  |  |
|                                    |    |    |    |  |  |  |  |  |  |  |  |  |  |  |
|                                    |    |    |    |  |  |  |  |  |  |  |  |  |  |  |
|                                    |    |    |    |  |  |  |  |  |  |  |  |  |  |  |
| Ordinador personal                 | 52 | 54 | 57 |  |  |  |  |  |  |  |  |  |  |  |
| Accés a Internet des de casa       | 40 | 42 | 49 |  |  |  |  |  |  |  |  |  |  |  |
| Accés banda ampla                  | 23 | 28 | 36 |  |  |  |  |  |  |  |  |  |  |  |
| ADSL                               | 19 | 22 | 29 |  |  |  |  |  |  |  |  |  |  |  |
| Mòdem cable                        | 4  | 6  | 7  |  |  |  |  |  |  |  |  |  |  |  |
| Accés Banda estreta                | 16 | 12 | 10 |  |  |  |  |  |  |  |  |  |  |  |
| Router Wi-Fi                       | 11 | 14 | 22 |  |  |  |  |  |  |  |  |  |  |  |
|                                    |    |    |    |  |  |  |  |  |  |  |  |  |  |  |
|                                    |    |    |    |  |  |  |  |  |  |  |  |  |  |  |
|                                    |    |    |    |  |  |  |  |  |  |  |  |  |  |  |
| Total Televisió                    | 52 | 54 | 57 |  |  |  |  |  |  |  |  |  |  |  |
| Televisió terrestre analògica      | 50 | 45 | 51 |  |  |  |  |  |  |  |  |  |  |  |
| Televisió digital terrestre (TDT)  | 5  | 7  | 12 |  |  |  |  |  |  |  |  |  |  |  |
| Televisió per cable                | 33 | 35 | 34 |  |  |  |  |  |  |  |  |  |  |  |
| Satèl·lit                          | 22 | 21 | 22 |  |  |  |  |  |  |  |  |  |  |  |
|                                    |    |    |    |  |  |  |  |  |  |  |  |  |  |  |
|                                    |    |    |    |  |  |  |  |  |  |  |  |  |  |  |
|                                    |    |    |    |  |  |  |  |  |  |  |  |  |  |  |
| Paquets de serveis                 | 18 | 20 | 29 |  |  |  |  |  |  |  |  |  |  |  |
|                                    |    |    |    |  |  |  |  |  |  |  |  |  |  |  |

## Un concepte nou
Avui en dia, a ningú no sorprèn estar informat minut a minut, comunicar-se amb gent de l'altra punta del planeta, veure el vídeo d'una cançó o treballar en equip sense ser en un mateix lloc. Amb una rapidesa impensada, les tecnologies de la informació i la comunicació són cada vegada més part important de la vida de les persones. Aquest concepte que també s'anomena societat de la informació es deu principalment a un invent que va començar a cristal·litzar en la segona meitat del segle xx: Internet. Tot es va gestar com a part de la Xarxa de l'Agència de Projectes d'Investigació Avançada (ARPANET) creada pel Departament de Defensa dels Estats Units, pensada per comunicar els diferents organismes del país. Els seus principis bàsics eren: ser una xarxa descentralitzada amb múltiples camins entre dos punts, i que els missatges estarien dividits en parts que serien enviades per camins diferents.
La presència de diferents universitats i instituts en el desenvolupament del projecte va fer que s'anessin trobant més possibilitats d'intercanviar informació. Es van crear els correus electrònics, els serveis de missatgeria instantània i les pàgines web. Però fins a mitjans de la dècada de 1990 —quan ja havia deixat de ser un projecte militar—no es dona la verdadera explosió d'Internet. I al seu voltant tot el que es coneix com a tecnologies de la informació i comunicació.
El desenvolupament d'Internet ha significat que la informació ara sigui en molts llocs. Abans la informació estava concentrada, la donaven els pares, els mestres, els llibres. L'escola i la universitat eren els àmbits que concentraven el coneixement. Avui s'han trencat aquestes barreres i amb Internet hi ha més accés a la informació. El principal problema, però, és la qualitat d'aquesta informació. També s'ha agilitzat el contacte entre persones, i també entre les que fan negocis. No cal moure’s per tancar negocis a diferents ciutats del món o per realitzar transaccions a qualsevol lloc amb un senzill clic. Fins i tot molt polítics tenen el seu blog o vídeos a YouTube, deixant palès que les TIC enmig segle —especialment les últimes dècades— han modificat tots els aspectes de la vida.
En part, aquestes noves tecnologies són immaterials, ja que la matèria principal és la informació; permeten la interconnexió i la interactivitat; són instantànies; tenen elevats paràmetres d'imatge i so. Al mateix temps les noves tecnologies suposen l'aparició de nous codis i llenguatges, l'especialització progressiva dels continguts sobre la base de l'audiència (trencant la cultura de masses) i donant lloc a la realització d'activitats inimaginables en poc temps.
El concepte presenta dues característiques típiques de les nocions noves: és freqüentment evocat en els debats contemporanis, i la seva definició semàntica resta borrosa i s'acosta al de la societat de la informació.
L'adveniment d'Internet i principalment del Web com a mitjà de comunicació de les masses i l'èxit dels blogs, dels wikis o de tecnologies d'igual a igual (peer to peer) confereixen a les TIC una dimensió social. Gérard Ayache a La gran confusió , parla d'«hiperinformació» per subratllar l'impacte antropològic de les noves tecnologies.
Nombrosos internautes consideren Internet com una tecnologia de relació.

## Les TIC com a assignatura
Durant els últims anys s'ha començat a introduir l'assignatura de les Tecnologies de la Informació i la Comunicació a cursos superiors, aquesta matèria la podem trobar a graus que no tinguin massa relació amb les noves tecnologies, com podria ser Educació Social, però els plans d'estudis creuen convenient que tots els professionals, siguin de l'àmbit que siguin, han de tenir unes nocions bàsiques sobre el tema, ja que ens dirigim cap a una societat cada vegada més tecnològica.

## Les tecnologies
Les TIC abasten el conjunt de recursos necessaris per manipular la informació i particularment els ordinadors, programes informàtics i xarxes necessàries per convertir-la, emmagatzemar-la, administrar-la, transmetre-la i trobar-la.
Es pot reagrupar les TIC segons les xarxes, els terminals i els serveis.

### Les xarxes
A continuació s'analitzen les diferents xarxes d'accés disponibles actualment .

#### Telefonia fixa
El mètode més elemental per realitzar una connexió a Internet és l'ús d'un mòdem en un accés telefònic bàsic. Tot i que no té tots els avantatges característics de la banda ampla, ha estat el punt d'inici per molts internautes, i és una alternativa bàsica per zones de menor poder adquisitiu.
En gairebé tots els països de la Unió Europea, el grau de disponibilitat de llars amb línia telefònica és molt alt, excepte a Àustria, Finlàndia i Portugal. En aquests països és molt fort l'efecte de substitució de la línia fixa per una de mòbil.
De tota manera, a Espanya, l'accés a Internet per la xarxa telefònica bàsica (banda estreta) pràcticament ha desaparegut. El 2003 la meitat de les connexions a Internet eren de banda estreta. En l'actualitat, el 97% dels accessos a Internet són ja per Banda Ampla. Gairebé el 95% és superior o igual a 1 Mbps.

#### Banda ampla

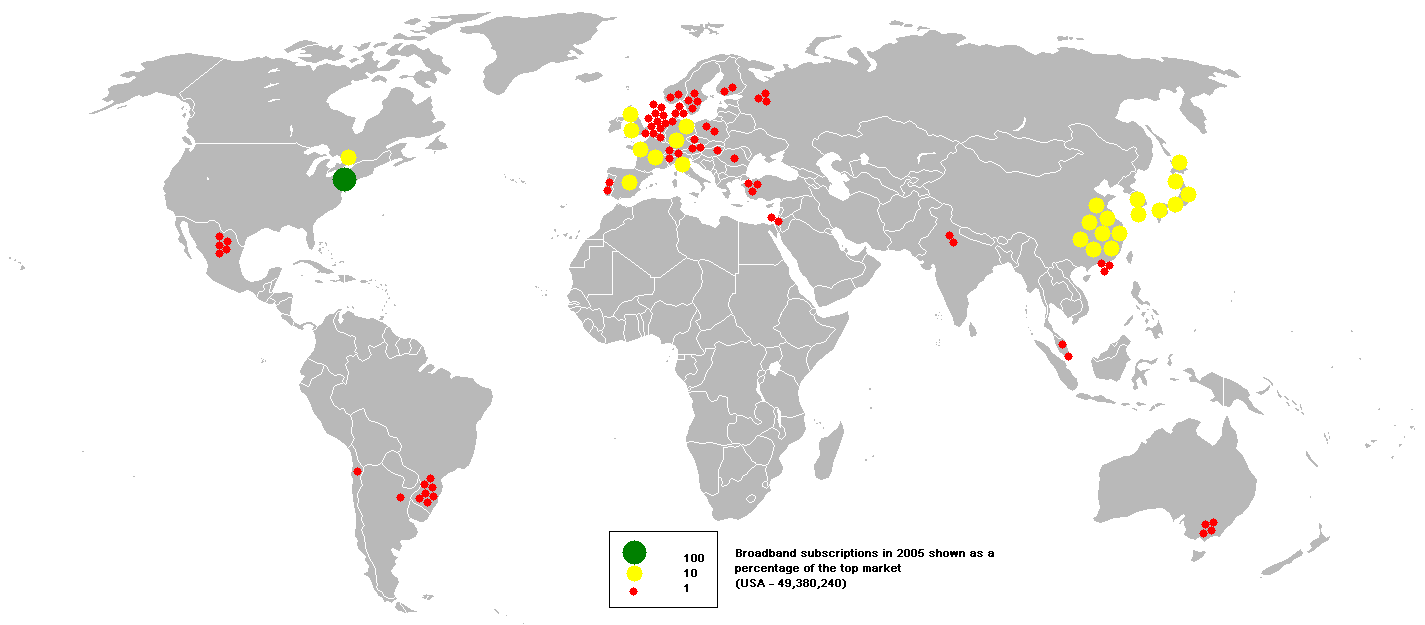
Mapa de la distribució de clients de banda ampla el 2005

La banda ampla primàriament feia referència a la capacitat d'accés a Internet superior als d'un accés analògic (56 kbps en un accés telefònic bàsic o 128 Kbps en un accés bàsic XDSI). Tanmateix, el concepte varia amb el temps en paral·lel a l'evolució tecnològica. Segons la Comissió Federal de Comunicacions dels EUA (FCC), es considera banda ampla l'accés a una velocitat igual o superior als 200 kbps, com a mínim en un sentit. Per la Unió Internacional de Telecomunicacions (ITU/UIT) el llindar se situa en els 2 Mbps.
Segons els països, hi ha diferents tecnologies: l'anomenada FTTH (fibra òptica fins a la llar), cable (introduït en principi per distribució de TV), el satèl·lit, l'xDSL (suportat en la xarxa telefònica tradicional) i altres en fase de desenvolupament.
El model de desenvolupament de la connectivitat a cada país ha estat diferent, i les decisions dels reguladors de cada país han donat lloc a diferents estructures de mercat.
El gràfic mostra l'evolució de l'accés a Internet, des de 1999 fins a 2007, i com creix el component de la Banda Ampla.
Internet està evolucionant molt ràpidament amb un gran increment de continguts pesants (vídeos, música, etc.). Per aquest motiu, els operadors s'estan trobant que en moltes ocasions les xarxes tradicionals no tenen suficient capacitat per suportar amb nivells de qualitat adequats el trànsit que es comença a generar, i a més el problema creixerà amb el temps donades les actuals proporcions de creixement. Alguns operadors de països de l'OCDE estan actualitzant les seves xarxes, portant fibra fins a la llar (FTTH, de l'anglès fibre-to-the-home) i fibra fins a l'edifici (FTTB, de l'anglès fibre-to-the-building). El desembre de 2007, el nombre d'accessos a banda ampla mitjançant fibra suposava ja un 9 per cent del total als països de l'OCDE, un punt percentual més que un any abans. L'ADSL continua mostrant una superioritat amb un 60% de les línies de banda ampla i el cable manté la seva segona posició amb un 29 per cent.

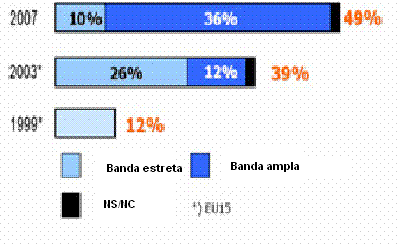
Accés a Internet: Evolució i distribució a l'Europa dels 15

Tanmateix, aquest desenvolupament de la tecnologia de la fibra òptica no és uniforme entre els diferents països de l'OCDE. Són els països asiàtics (Japó i Corea del Sud amb un 44,5 per cent i un 39,2 per cent de les connexions de banda ampla amb aquesta tecnologia), després de creixements espectaculars de 14,5 punts percentuals i 15 punts percentuals respectivament en any i mig, que absorbeixen pràcticament tot el creixement d'aquest tipus de tecnologia; a Europa, amb un 1 per cent de les connexions, tot just ha començat la renovació de la tecnologia actual per la fibra òptica.
L'any 2007, als països de la Unió Europea el percentatge de línies ADSL sobre el total d'accessos de banda ampla era del 80,3 per cent. Juguen a favor de les tecnologies xDSL els costos d'implantació i el desenvolupament de l'ADSL 2+, de més gran capacitat i abast.
Els motius per preferir connexions de banda ampla són el no tenir ocupada la línia telefònica, la velocitat de l'accés i la possibilitat d'estar sempre connectat, així com l'accés a nous serveis relacionats amb la fotografia, la descàrrega de música o vídeos. De menor manera, a la llar, l'equip de connexió a Internet (mòdem/router) permet crear un entorn de xarxa.

#### Telefonia mòbil
A tot el món la telefonia fixa ha estat superada en nombre pels accessos de telefonia mòbil malgrat ser un tipus d'accés que porta menys anys en el mercat. És a causa del fet que les xarxes de telefonia mòbil són més fàcils i barates de desplegar.
El nombre de línies mòbils en el món continua creixent, tot i que el grau de penetració en alguns països estan a la vora de la saturació. De fet, a Europa la mitjana de penetració és del 119 per cent.
Les xarxes actuals de telefonia mòbil permeten velocitats mitjanes competitives en relació amb les de banda ampla en xarxes fixes: 183 kbps a les xarxes GSM, 1.064 kbps a les 3G i 2.015 kbps a les WiFi. Això permet l'accés a Internet a usuaris amb alta mobilitat, en vacances, o pels que no tenen accés fix. I, de fet, s'estan produint creixements molt importants de l'accés a Internet de banda ampla des de mòbils i també des de dispositius fixos però utilitzant accés mòbil. Aquest creixement serà un factor clau per un nou pas en el desenvolupament de la Societat de la Informació. Les primeres tecnologies que van permetre l'accés a dades encara que a velocitats no excessivament elevades van ser el GPRS i l'EDGE, ambdues pertanyents al que es denomina 2.5G. Tanmateix, la banda ampla en telefonia mòbil va començar amb el 3G, que permetia 384 kbps i que ha evolucionat cap al 3.5G, també denominat HSPA (high speed packet access), que permet fins a 14 Mbps de baixada HSDPA (high speed downlink packet access) i, teòricament, 5,76 Mbps de pujada si s'utilitza a més HSUPA (high speed uplink packet access); aquestes velocitats són, a vegades, comparables amb les xDSL, i en un futur no gaire llunyà també es preveu que comencin a estar disponibles tecnologies més avançades, denominades -genèricament Long Term Evolution o xarxes de quarta generació i que permetran velocitats de 50 Mbps.
El ritme d'implantació de la tecnologia 3G en el món és molt irregular; mentre al Japó els usuaris de 3G són majoria, en altres zones, a cops també desenvolupades com Bèlgica, és residual.
Aquestes tecnologies són capaces en teoria de donar múltiples serveis (imatge, veu, dades) a altes velocitats, tot i que a la pràctica la qualitat del servei és variable.

#### Xarxes de televisió

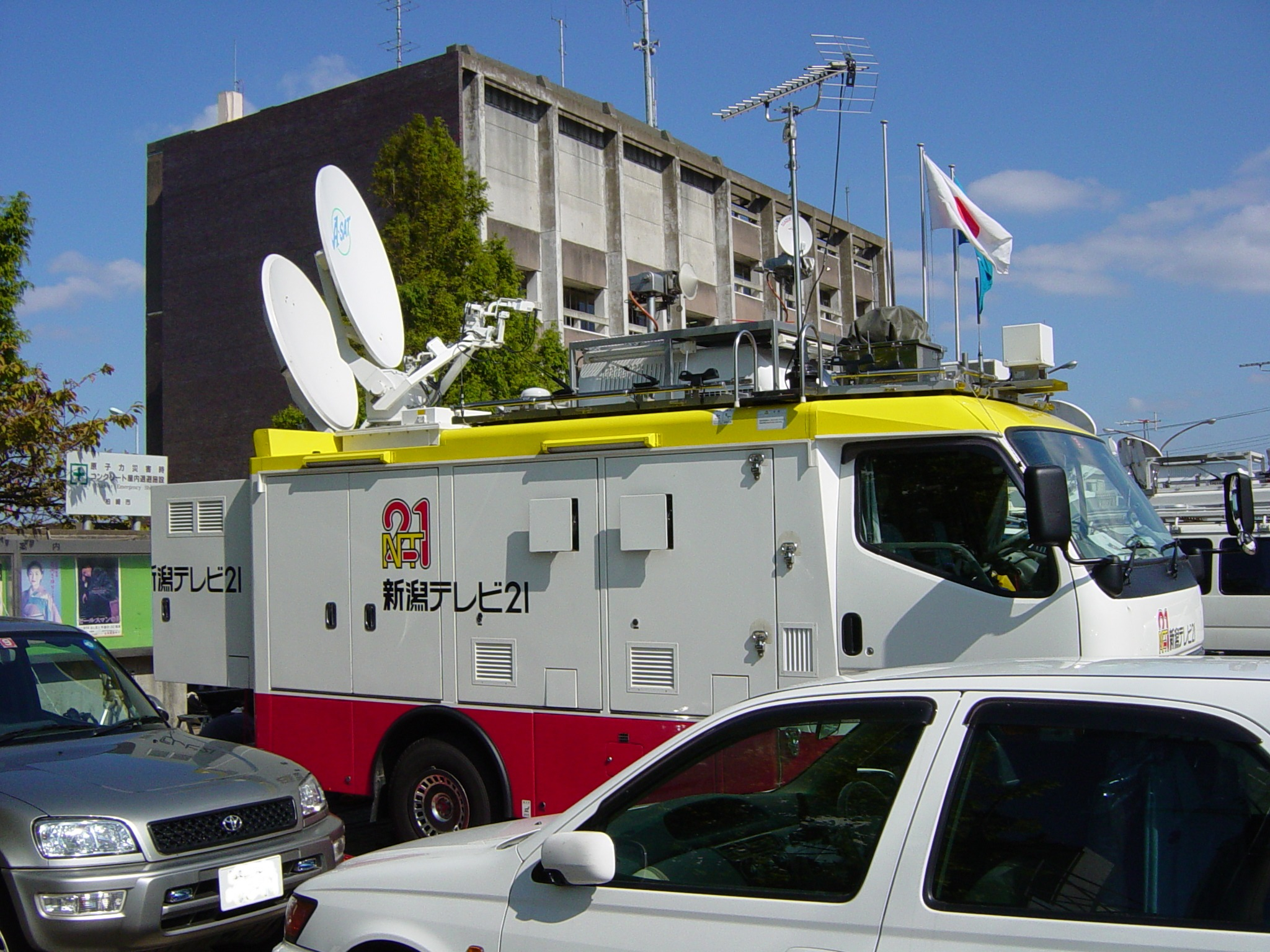
Unitat mòbil d'una TV japonesa

Actualment hi ha quatre tecnologies per a la distribució de continguts de televisió, incloent-hi les versions analògiques i les digitals: televisió terrestre, per satèl·lit, per cable i per internet.
La televisió terrestre és el mètode tradicional de lliurament del senyal de difusió de TV, per ones de ràdio transmesa per l'espai obert. En aquest apartat estaria la TDT. La televisió per satèl·lit lliura el senyal via satèl·lit. La televisió per cable és una forma de proveir el senyal de televisió directament als televisors per cable coaxial. I la televisió per Internet tradueix els continguts en un format que pot ser transportat per xarxes IP, per això també és coneguda com a Televisió IP. L'any 2008 es va introduir la TV sobre el terminal mòbil, que en el primer trimestre de 2008 va aconseguir milers de clients. Sota aquesta modalitat s'ofereix un ampli catàleg de canals de televisió i de vídeos i es preveuen diverses opcions de comercialització, com el pagament per accés a un paquet de canals o pagament per consum.

#### Xarxes a la llar

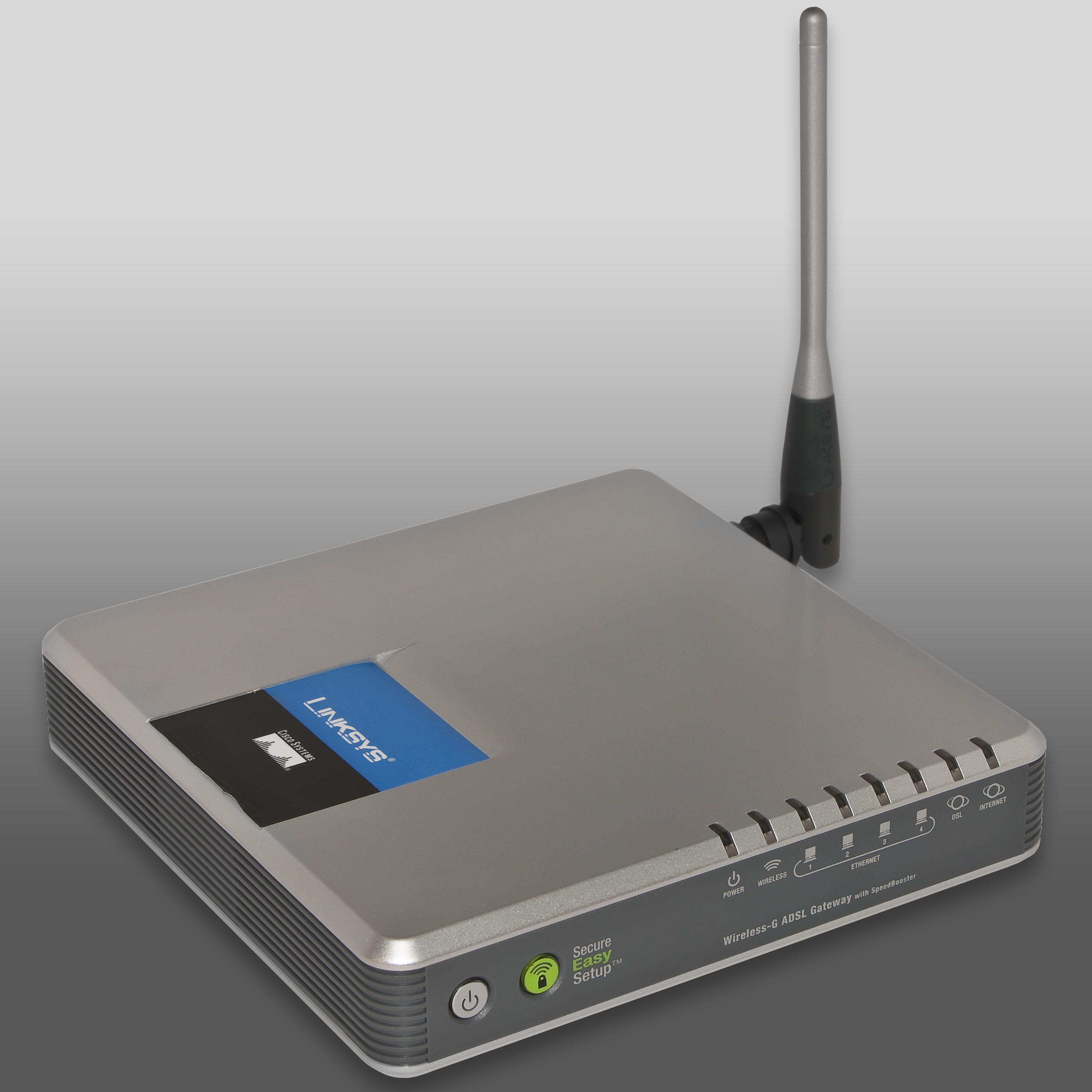
Router amb Wi-Fi

Cada dia són més els dispositius que es troben en l'interior de les llars i que tenen algun tipus de connectivitat. També els dispositius de caràcter personal com ara telèfon mòbil o PDA,, són habituals entre els membres de qualsevol llar.
La proliferació d'aquesta quantitat de dispositius és un clar símptoma de l'acceptació de la societat de la informació, encara que també planteja diversos tipus de problemes, com la duplicitat d'informació en diferents terminals, dades que no estan sincronitzades, etc. Per aquest motiu sorgeix la necessitat de les xarxes de la llar. Aquestes xarxes es poden implementar per mitjà de cables i també sense fil, forma aquesta molt més comuna per la major comoditat per a l'usuari i perquè actualment molts dispositius venen preparats amb aquest tipus de connectivitat.
És, doncs, molt comú que els internautes disposin de xarxes sense fil Wi-Fi, i dos de cada tres ja n'ha incorporat a casa seva. L'Estat espanyol se situa en segona posició, tan sols per darrere de Luxemburg i molt per sobre de la mitjana europea que és un 46 per cent. En general i a tots els països les xifres són molt superiors a les mostrades tan sols un any abans, amb un creixement mitjà de 12 punts percentuals a la Unió Europea.
A més de la simple connexió de dispositius per compartir informació, són moltes les possibilitats de les tecnologies TIC a les llars. En un futur pròxim una gran quantitat de serveis de valor afegit estaran disponibles a les llars i inclouran diferents camps, des dels serveis relacionats amb l'entreteniment com la possibilitat de jugar online i serveis multimèdia, fins als serveis i-Health o educatius que suposen un gran benefici social, sobretot en zones més despoblades. El que potenciarà encara més la necessitat de xarxes dins de la llar.

### Els terminals
Els terminals actuen com a punt d'accés dels ciutadans a la societat de la informació i per això són de summa importància i són un dels elements que més han evolucionat i evolucionen: és contínua l'aparició de terminals que permeten aprofitar la digitalització de la informació i la creixent disponibilitat d'infraestructures per l'intercanvi d'aquesta informació digital. A tot això han contribuït diverses novetats tecnològiques que han coincidit en el temps per afavorir un entorn propici, ja que la innovació en terminals va unida a la innovació en serveis, ja que usualment el terminal és l'element que en limita l'accés.
Les novetats que fan referència a la capacitat i a la miniaturització dels dispositius d'emmagatzemament són les que han permès la creació d'un conjunt de nous dispositius portàtils que administren continguts multimèdia, com els reproductors portàtils d'MP3 o de vídeo. També ha estat necessària una millora de la durada de les bateries, de forma que sigui prou llarga per permetre'n un ús diari.

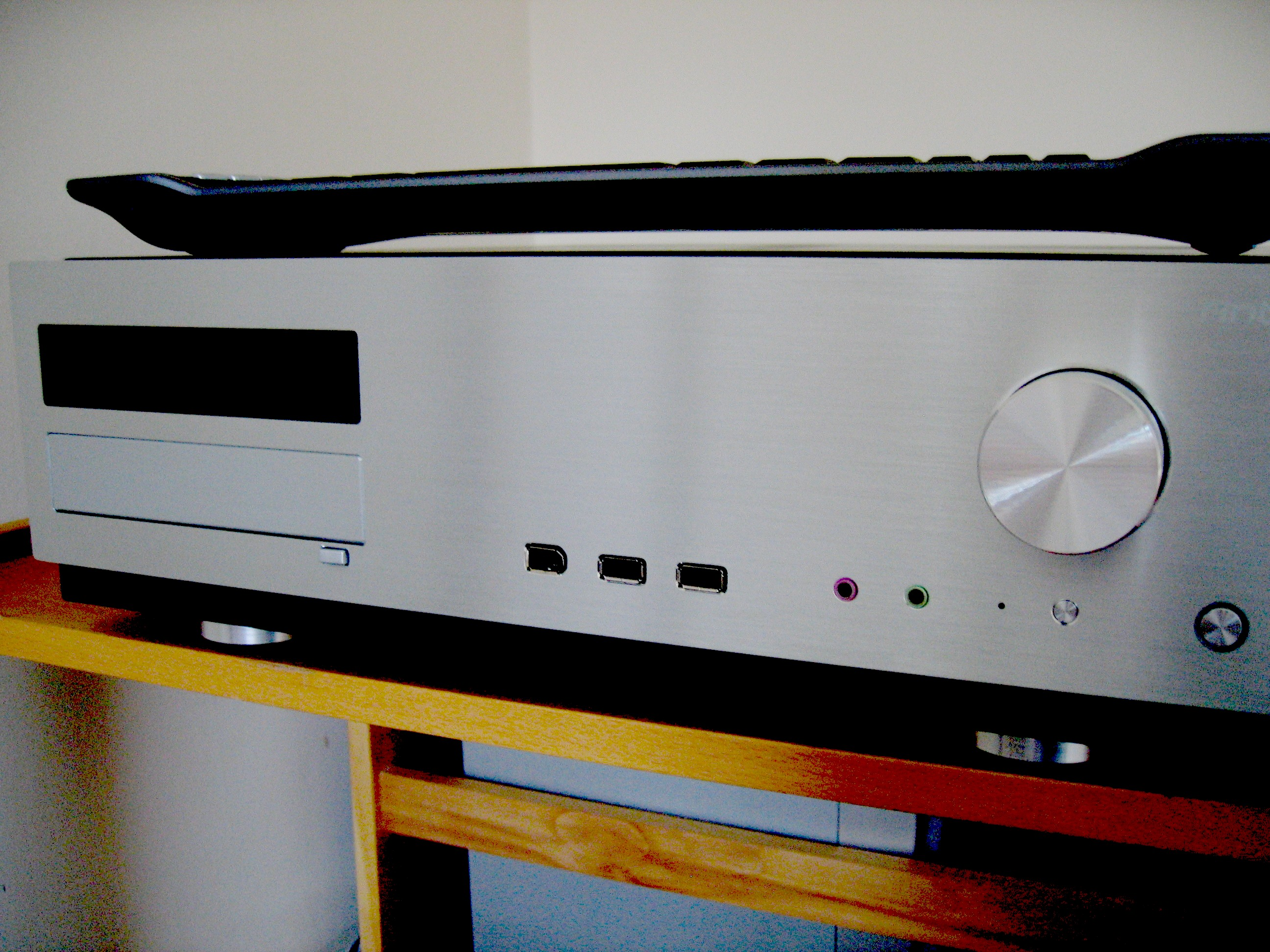
Frontal d'un PC Home Theater amb teclat

I també comença a ser habitual la venda d'ordinadors personals per ser ubicats a la sala d'estar i que centralitzin l'emmagatzemament i difusió de continguts digitals a la llar, coneguts com a HTPC (de l'anglès home theater personal computer) o Media Center PC i agrupen funcions com l'emmagatzemament de música i vídeo en formats digitals; la substitució del vídeo domèstic per la gravació de programes de televisió, la possibilitat de veure TV amb facilitats de time shifting (control de l'emissió en viu com si fos una gravació); fer servir el televisor com a monitor per visualitzar pàgines web. Això és possible pel desenvolupament de programari específic per aquest tipus d'ordinadors.
Els anys 2005 i 2006 van aparèixer noves generacions de dispositius en el món de les consoles. Yves Guillemot, CEO d'Ubisoft va afirmar que les següents generacions de consoles començaria l'any 2011 o 2012, quan les grans companyies (Nintendo, Sony i Microsoft) fessin un nou pas a la recerca de més i millors formes d'entreteniment interactiu. A més de les millores tecnològiques dels seus components s'ha fet el salt cap a la utilització de l'alta definició de les imatges i del relleu en l'emmagatzemament de suport DVD a models amb formats Blue-ray. També han aparegut noves consoles per a públic de més edat i caracteritzades per un millor acabat i millors característiques tècniques.
Un altre fet fonamental va ser l'abaratiment dels televisors amb tecnologia de plasma i de cristall líquid a conseqüència de les millores en els processos de fabricació i en la gran competència en aquest segment de mercat. Des del punt de vist de la tecnologia cal destacar el grau de maduresa que ha assolit la tecnologia OLED que pot convertir-la en competència de les esmentades de plasma o TFT. Aquesta renovació cap a nous tipus de terminals té la seva importància, ja que la TV és l'únic dispositiu ubic a totes les llars, i és alt el seu potencial per oferir serveis de la Societat de la informació.
Els televisors plans amb tecnologia TFT/LCD ja estan presents en el 29 per cent de les llars  D'altra banda, el televisor actua com a catalitzador a l'hora d'adquirir nous terminals, com el vídeo o el DVD.
I es va camí de les «tres pantalles», terme que indica la realitat segons la qual els usuaris utilitzen les pantalles de tres dispositius diferents: televisió, PC i mòbil per visionar vídeos, ja sigui de naturalesa DVD, online o TV. Aquest fet està marcant l'evolució de la llar digital; ja són alguns els dispositius al mercat que permeten transmetre vídeo entre terminals, com l'iTV d'Apple que permet descarregar pel·lícules d'internet i veure-les a l'instant al televisor mitjançant una connexió WI-FI.
Encara que ja són molts els usuaris pels quals les dues pantalles PC i TV són habituals, les tres pantalles no han assolit un grau de penetració prou alt pel baix nivell de penetració del vídeo sobre mòbil.
Tot i que hi ha un 43 per cent de persones que utilitza el PC per veure vídeos, solen ser curts a l'estil de YouTube o pel·lícules en DVD, mentre que els programes més llargs es continuen veient a través de la televisió.
Pel que fa a la resta de dispositius, els telèfons fixos i mòbils són els més habituals a les llars entre els dedicats a la comunicació. També és remarcable la forta presència d'equips de música d'alta fidelitat.
D'altra banda, l'equipament de la llar es complementa a poc a poc amb altres dispositius d'oci digital. Sis de cada deu llars disposen de DVD, una de cada quatre té càmera de fotos digital. Una evolució menor ha tingut el home cinema o la videocàmera digital, que experimenten un creixement molt baix en els darrers anys.

#### L'ordinador personal
Segons dades de Gartner el nombre de PC va superar el 2008 els 1.000 milions al món trobant-se'n més del 60 per cent als mercats més madurs com els Estats Units, Europa i Japó. Malgrat la crisi econòmica en el segon trimestre de 2008 el creixement va ser del 16 per cent, tot i que s'esperava un descens del 6 per cent el 2009 malgrat el creixement a països com la Xina, l'Índia i el Brasil, pel gran ritme d'adopció de la societat de la informació en aquests països i també per la tendència a l'abaratiment dels costos. A Europa, el percentatge de llars amb ordinador és molt alta, per sobre del 55 per cent. L'estat espanyol amb un 46 per cent, es troba per sota de la mitjana europea.
Pel que fa a la tipologia dels ordinadors, els de sobretaula estan més estesos que els portàtils en tots els països de la Unió Europea. Això es deu en gran part al fet que fins fa poc temps, els ordinadors portàtils tenien preus molt superiors als de sobretaula i a més tenien unes prestacions inferiors. El percentatge de llars que només tenen ordinador fix disminueix als països que assoleixen major grau de desenvolupament relatiu a la Societat de la Informació, com Dinamarca, Holanda, Suècia, Finlàndia i Luxemburg on el nombre de llars amb ordinador portàtil sobrepassa el 30 per cent.
L'increment en el nombre d'ordinadors portàtils guarda relació amb diferents hàbits dels usuaris que estan deixant d'entendre l'ordinador com un dispositiu d'ús comunitari per convertir-lo en un dispositiu personal. En general el propietari d'ordinador portàtil sol ser gent més avançada tecnològicament; d'una banda el perfil es correspon amb usuaris joves (més de tres quartes parts es troben per sota dels quaranta-cinc anys); d'altra banda tenen un comportament totalment diferent, més interessat a veure vídeos a la Web, a fer servir la xarxa de la llar per descarregar música i vídeos, i per escoltar àudio.
Un altre factor important que explica el boom actual dels ordinadors portàtils respecte als de sobretaula és la gran baixada de preus que han experimentat. Així segons dades de NPD, el preu dels portàtils va disminuir un 25 per cent entre juny de 2006 i juny de 2008 davant l'1 per cent de descens en els de sobretaula.

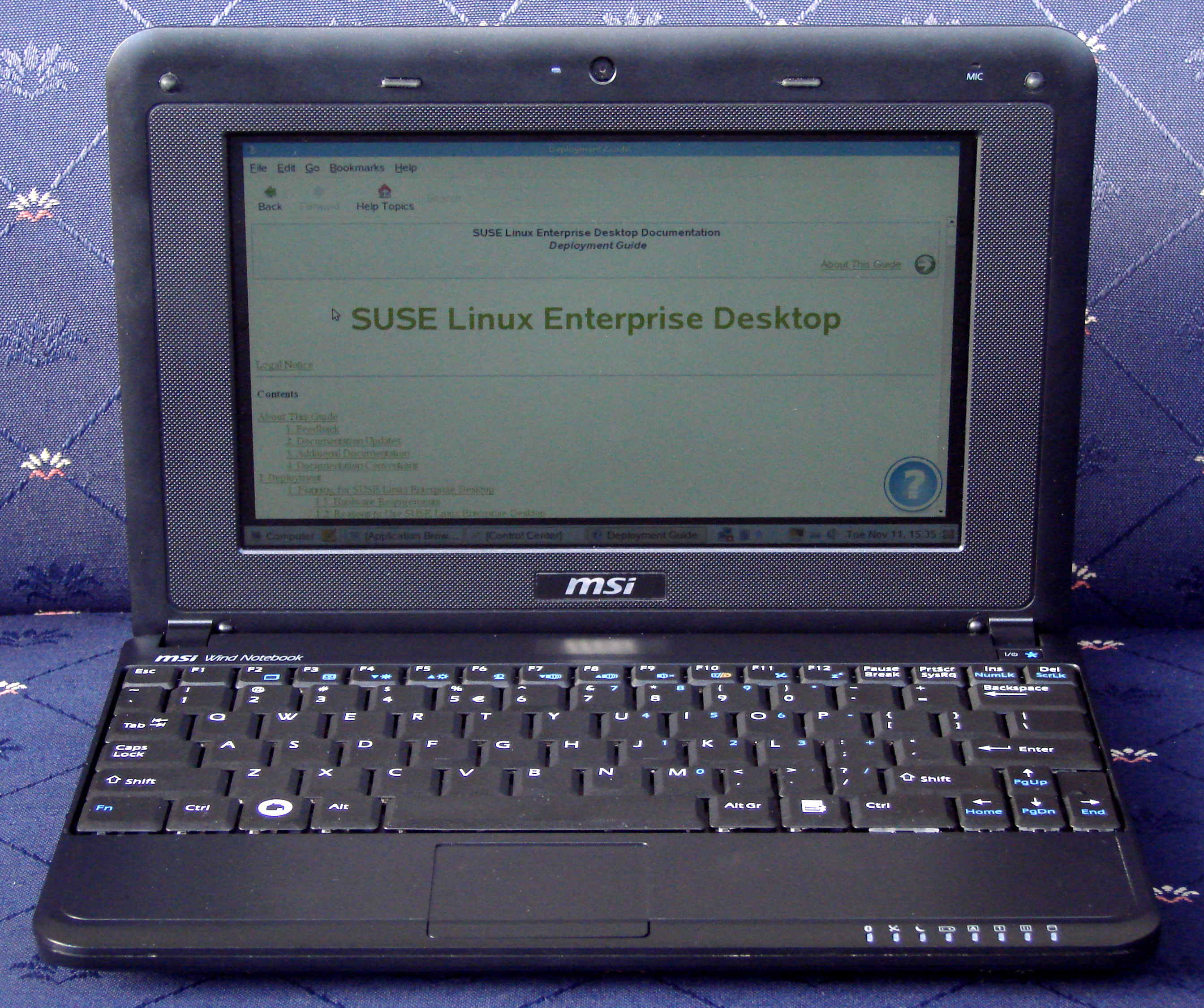
Fotografia d'un netbook

Durant l'any 2008 val néixer el concepte del netPC, netbook o subnotebook que té el seu origen en la iniciativa OLPC (de l'anglès one laptop per child, un ordinador per a cada nen) propulsada pel guru Nicholas Negroponte a fi de fer accessible la societat de la informació a la mainada del Tercer Món mitjançant la fabricació d'un ordinador de baix cost. El seu desenvolupament ha permès dues coses: tecnologies d'equips a un cost molt inferior al tradicional i incentivació els fabricants per intentar capturar un mercat incipient i d'enorme abast potencial.
Seguint aquest concepte, els fabricants porten desenvolupant en els últims anys diversos models en aquesta línia. Aquesta nova categoria d'equips, petits ordinadors portàtils que incorporen tots els elements bàsics d'un ordinador clàssic però amb mides notablement més petites i el que és més important, un preu bastant inferior. El precursor va ser l'Eee PC d'Asus, que va ser l'únic d'aquests dispositius disponible en el mercat, tot i que durant la segona meitat de 2008 es va produir una allau d'ordinadors en aquest segment de múltiples fabricants.

##### El navegador d'Internet

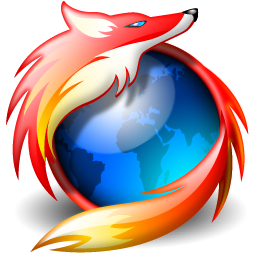
Logo modificat del Firefox

La majoria dels ordinadors es troben actualment connectats a la xarxa. El PC ha deixat de ser un dispositiu aïllat per convertir-se en la porta d'entrada més habitual a Internet. El navegador té una importància rellevant, ja que és l'aplicació des de la qual s'accedeix als serveis de la societat de la informació i s'està convertint en la plataforma principal per a la realització d'activitats informàtiques.
El mercat dels navegadors continua estant dominat per Internet Explorer de Microsoft tot i que ha baixat la seva quota de penetració a favor de Firefox i de Safari. Apple ha realitzat grans esforços per col·locar Safari en un lloc rellevant al mercat, i de fet, ha fet servir la seva plataforma iTunes per difondre'l, cosa que ha estat qualificat de pràctica il·lícita per la resta de navegadors. No obstant això, malgrat que ha pujat la seva quota de mercat i en l'actualitat compta amb un 8,23 per cent de penetració encara es troba a molta distància dels seus dos competidors principals. Sembla d'aquesta manera trencar-se l'hegemonia completa que Microsoft exerceix al sector des que al final de la dècada dels 90 s'imposés sobre el seu rival Netscape.
La funció tradicional d'un navegador era la de presentar informació emmagatzemada en servidors. Amb el temps, es van anar incorporant capacitats cada vegada més complexes. El que en principi eren simplement petites millores en l'ús, amb el temps s'han anat convertint en autèntics programes que en molts casos fan la competència a les seves alternatives tradicionals.
En l'actualitat existeixen aplicacions ofimàtiques molt completes que poden executar-se dins d'un navegador: Processadors de text, fulls de càlcul, bases de dades que cada vegada incorporen més i més funcionalitats, i que per a molts usos són prou capaces de reemplaçar a les seves alternatives d'escriptori. I existeixen també aplicacions tan complexes com el retoc fotogràfic o l'edició de vídeo, de forma que el navegador, unit a la disponibilitat cada cop més gran de la banda ampla, s'està convertint en la plataforma de referència per a les activitats informàtiques.
Els anys 2008 i 2009 es donen dos fets significatius, relacionats amb navegadors web. Per una banda, la versió tres del navegador web Firefox inclou un gestor que permet que les aplicacions online puguin ser executades quan no es disposa de connexió a Internet. A més, Google va entrart al mercat dels navegadors amb el llançament de Chrome el mes de setembre. La seva principal diferència respecte als navegadors tradicionals és que la seva estructura interna s'assembla més a una mena de sistema operatiu que executa aplicacions web que a un navegador web clàssic. Per a Chrome, cada pàgina Web és un procés diferent. De fet, disposa d'una eina de gestió dels esmentats processos similar a la d'un sistema operatiu (com l'Administrador de Tasques del Windows), que permet dur a terme accions com acabar processos que s'han penjat (pàgines Web que no responen) o esbrinar l'ús de recursos bàsics del sistema. Això, que sembla innecessari per a una pàgina Web convencional, és una gran facilitat per a les pàgines Web que inclouen aplicacions online (com Gmail, Google Docs, etc.). Chrome complementa perfectament Google Gears, un programari per permetre l'accés off-line a serveis que normalment només funcionen on-line.

##### Sistemes operatius per a ordinadors
Linux és un sistema operatiu lliure i de codi obert, basat en el nucli del sistema operatiu (kernel) creat per Linus Torvalds, amb programari desenvolupat per una gran comunitat de voluntaris i empreses, disposa de diversos entorns d'escriptori, com ara KDE, Gnome, Unity (entorn d'escriptori), Xfce i LXDE, entre d'altres, i un extens nombre de distribucions, la major part gratuïtes. L'OS X, conegut anteriorment, com a Mac OS, és el sistema operatiu que incorporen els ordinadors, i altres dispositius, d'Apple.
El sistema operatiu més popular, i que està instal·lat a bona part dels ordinadors personals (PC), és el Windows de Microsoft. La darrera versió és el Windows 10, que va aparèixer al mercat el 29 de juliol de 2015. Windows 7, però, continua mantenint-se com el Windows més instal·lat als ordinadors personals de tot el món. Android és el Sistema Operatiu desenvolupat per Google, basat en el nucli Linux, que incorporen molts dispositius mòbils, tauletes i també es pot trobar en alguns ordinadors.

##### Microprocessadors
El microprocessador ha estat el motor del procés innovador de la informàtica d'aquests anys, i fins a l'any 2000 s'havia complit la llei de Moore que suposava que cada any la velocitat dels microprocessadors es duplicava; en l'actualitat, però, la tendència a incrementar la velocitat no és deguda tant a l'augment de capacitats del microprocessador de forma aïllada, sinó a la inclusió de diversos nuclis en el mateix micro. Així, a la darreria del 2004, tant AMD com Intel introdueixen el seu primer micro «Dual core». Dos anys més tard més del 40% dels processadors que es venen són «multicore», i l'any 2007 Intel aconsegueix realitzar un microprocessador amb 80 nuclis que assoleix una velocitat de 2 teraflops.

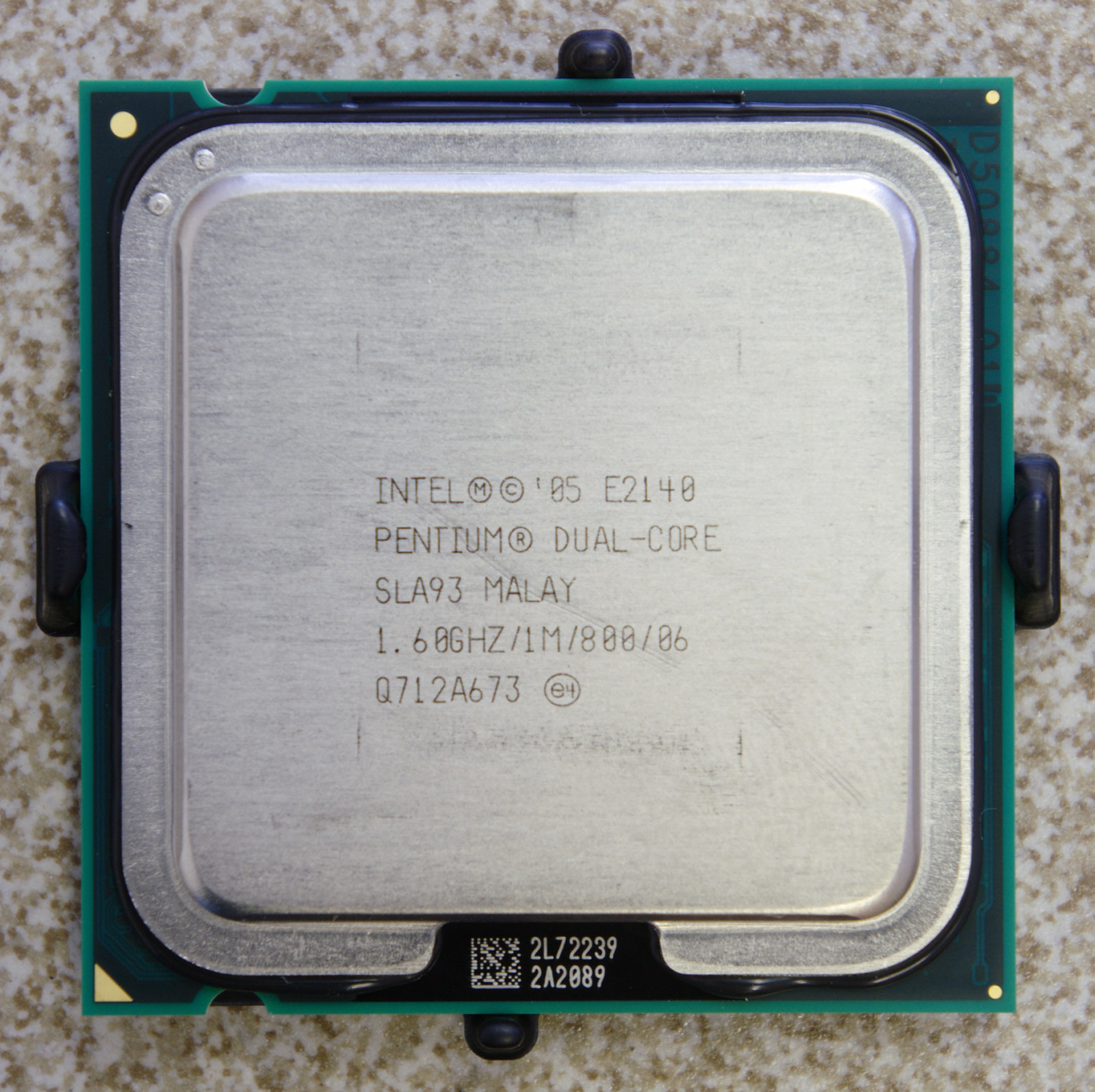
Dual core

En uns anys, la velocitat ha deixat de ser la mètrica principal per comparar diferents microprocessadors, i ara es consideren més importants altres prestacions, com les capacitats multimèdia, l'optimització d'operacions internes, els busos interns, etc.
Altres eixos fonamentals del desenvolupament dels micros en aquests anys ha estat l'orientació a dispositius en mobilitat, cosa que implica dues coses fonamentals, una reducció de les mides dels microprocessadors i una reducció en el consum. Aquesta tendència té fites concretes com el llançament del «Mobile Pentium III Processor» (Intel) l'any 2000, el «Athlon IV» (AMD) l'any 2001, o el microprocessador «Centrino» (Intel) l'any 2003. Cal destacar el llançament del processador «Atom» (Intel) l'any 2008 que ha estat un dels elements fonamentals que ha permès el naixement de la categoria d'ordinadors «Netbook». La importància que es dona al baix consum dels microprocessadors, es veu reflectida en el fet que l'agost de 2005 Intel decideix deixar d'utilitzar la velocitat com a mètrica, per substituir-la per consum en wats.
La contínua reducció de preus ha estat una altra de les característiques fonamentals d'aquest sector durant la dècada del 2000 i ha suposat una forta pressió sobre els fabricants, per exemple quan ADM introdueix l'Athlon 1 GHz, té un preu de 1.299 dòlars davant els 45 dòlars del Geode LX800 d'aquesta mateixa companyia orientat a dispositius mòbils l'any 2005. En molts casos han hagut de fusionar-se per poder mantenir-se en el mercat, per exemple Novafora adquireix Transmeta el gener de 2009, i en altres casos s'abandonen línies de productes com la línia PowerPc que van utilitzar els ordinadors d'Apple durant molts anys i que va ser substituïda pels microprocessadors d'Intel.

#### El telèfon mòbil
Els primers dispositius mòbils disposaven simplement de les funcionalitats bàsiques de telefonia i missatges SMS. A poc a poc es van afegir pantalles de colors, càmeres de fotos... El 2004 van arribar els primers terminals UMTS i possibilitat de videoconferències. El 2005, els telèfons capaços de reproduir MP3. També, sistemes operatius i connexió a Internet, destacant els Blackberry de l'empresa Research in Motion (RIM). D'aquesta manera, els usuaris han començat a entendre el mòbil com una prolongació dels seus PCs en moviment, cosa que ha portat a una doble evolució: uns mòbils més centrats en l'entreteniment que tenen com a principal característica la capacitat multimèdia, i mòbils més centrats en la productivitat que destaquen per tenir teclat qwerty i estan optimitzats per a la utilització e-mail.
De tots els terminals, el telèfon mòbil és un dels més dinàmics pel que fa a la seva evolució. La gran competència entre els fabricants per un mercat en continu creixement ha portat al llançament d'un gran nombre de novetats anualment, i sobretot a una reducció dels cicles de vida amb el consegüent risc per a les companyies que en algunes ocasions tot just amortitzen les seves inversions.
La crisi econòmica en la qual es troben gran part de les economies, ha fet que també el sector dels mòbils se n'hagi ressentit i en el quart trimestre del 2008 van registrar una caiguda del 12% de les vendes.
El 2007 s'incorpora el GPS als mòbils, i el 2008 un 40% dels mòbils venuts a la zona EMEA (Europa, Orient Mitjà i l'Àfrica) porten GPS integrat, segons Canalys.
En l'actualitat s'està vivint un procés de convergència en els dispositius mòbils, que suposarien la suma d'un sistema operatiu (smartphones) i de PDAs amb connexió sense fil. El dispositiu més famós és l'iPhone 3G, que marcarà un abans i un després, ja que canvia l'experiència de l'usuari quant a la navegació mòbil. A més, l'iPhone és un nou concepte de terminal. El sistema de l'iPhone inclou la botiga d'aplicacions centralitzada AppStore des d'on es poden comprar aplicacions especialment dissenyades per al dispositiu que aprofita tota la seva tecnologia, com la seva interfície tàctil Multi-touch, el GPS, els gràfics 3D en directe i l'àudio possicional en 3D. Segons dades de juliol de 2008 hi ha milers d'aplicacions que permeten personalitzar el terminal. També es pot disposar d'aplicacions web que facilitin l'accés i l'ús de serveis que utilitzen la xarxa, com Facebook. A més el servei Mobile Me d'Apple permet a tots els usuaris rebre missatges de correu electrònic automàticament al mòbil alhora que arriben a l'ordinador, però a més també permet actualitzar i sincronitzar correus, contactes i agendes.
Segons dades de M:metrics (EUA), l'iPhone és el dispositiu mòbil més popular per accedir a les notícies amb un percentatge del 85% dels usuaris d'iPhone el gener de 2008. Aquestes dades reflecteixen un grau d'acceptació d'aquests serveis completament inusual fins aleshores, i que a més es completa pel grau d'utilització d'altres serveis, el 30,9% dels propietaris de l'iPhone veuen la televisió al mòbil, el 49,7% va accedir a xarxes socials durant l'últim mes i també són molt populars altres serveis com YouTube i GoogleMap (el 30,4% i el 36% respectivament)
Altres empreses (Samsung i Nokia) han millorat la interfície dels seus terminals. També Research in Motion que ha llançat la versió 9000 del seu terminal mòbil, la famosa Blackberry, amb grans millores en la navegació Web per tractar d'imitar l'èxit aconseguit per l'iPhone.
L'ús del mòbil creix i no només per fer trucades o enviar missatges i és que tots aquests terminals i funcions ajuden a estendre la Societat de la Informació, tot i que tenen més funcionalitats que les que realment reclamen els usuaris. Per exemple, en el cas de la càmera de fotos i del bluetooth, més de la meitat dels usuaris que disposen de les esmentades capacitats, no en fan ús.

#### El televisor
El televisor és el dispositiu que té el grau de penetració més alt a tots els països de la Unió Europea, un 96% de les llars tenen com a mínim un televisor, i a més hi ha tres països: Malta, Luxemburg i Xipre on aquesta taxa arriba al 100%.
La televisió és un sistema de transmissió i recepció d'ones de ràdio, xarxes de cables de televisió, televisió per satèl·lit o IPTV, depenent del tipus de forma de recepció que s'hagi contractat tindràs un tipus o un altre. Normalment, el tipus de recepció també varia els canals que arriba a rebre la televisió, això significa que potser tingui més canals a partir de televisió per satèl·lit que televisió per ones de ràdio. També s'ha de ressaltar que no s'ha de confondre amb televisor, ja que el televisor és l'eina que rep aquestes ones i gràcies a aquestes ones el qual són imatges en moviment i sons pot transmetre aquestes a la seva pantalla on nosaltres veiem.
La invenció de la televisió és bastant recent comparat amb la humanitat, ja que es va crear al segle xx, el qual va ser creada per l'inventor John Logie Baird. Però si mirem des d'un punt de vista més general, la televisió no podria haver estat inventada si no hi hagués diversos invents abans que aquest. L'invent que va donar el primer pas a la invenció de la televisió es remunta fins a Galileo Galilei, ja que el telescopi fou essencial per la invenció de la televisió. Un altre invent important per a la invenció de la televisió fou disc Nipkow. I l'invent clau fou l'iconoscopi. Dit així potser el funcionament de la televisió sembla molt més simple del que sembla, però en realitat des de la gravació fins a arribar a la pantalla del televisor, és un difícil i llarg progrés. El televisor fou un dels aparells imprescindibles per a la llar domèstica i encara ho segueix sent. I és des de només l'any 1930 que va entrar al mercat. Actualment quasi totes les llars tenen una. Des de la seva creació, el món de la informació ha evolucionant increïblement, fins a arribar a un punt en la qual pots arribar a saber qualsevol cosa rellevant que passi a l'altre punt del planeta. Encara l'evolució de les TIC, hi ha moltes llars que segueixen preferint la TV a utilitzar Internet o altre mètode d'obtenció d'informació.
La televisió tècnicament no ha evolucionat res en el seu funcionament com a aparell electrònic, ja que el seu mètode de transmissió d'imatges en moviment, però en canvi els seus components han anant evolucionant sense parar, des d'un televisor amb pantalla petita i sense color, fins a un televisor de plasma gegant amb color i imatges en HD.
Malgrat l'alta taxa a tots els països, hi ha algunes diferències d'origen cultural, més alta als països mediterranis i inferior als països nòrdics: curiosament Suècia i Finlàndia ocupen les últimes posicions, just al contrari de la posició que ocupen a gairebé tots els indicadors que estan relacionats amb la Societat de la Informació.
Per aquesta alta taxa de penetració, durant molt de temps es va considerar que podria ser el dispositiu estrella pel que fa a l'accés a la Societat de la Informació. No obstant això, durant l'any 2007 només un 2% va accedir a Internet per aquesta porta d'entrada.
La renovació del parc de televisors està canviant dràsticament la tipologia d'aquests terminals a les llars. Actualment, les noves tecnologies, com el plasma, el TFT o l'OLED han desplaçat completament als televisors de tub de raigs catòdics, que han quedat com a residuals en les gammes més baixes i de petites dimensions i aquesta popularització dels televisors avançats té com a conseqüència una baixada contínua dels preus. Malgrat que la venda de televisors tradicionals gairebé ha desaparegut, el parc de televisors instal·lats sol tenir una antiguitat alta, tot i que ja hi comença a haver un bon nombre de llars on conviuen ambdós tipus de models.
Aquests terminals comencen a incloure altres funcionalitats com a sintonitzador de TDT que ja supera àmpliament als televisors que no l'inclouen, disc dur o port USB, o en els casos més avançats connexió sense fil, Bluetooth i Wi-fi.
L'any 2008, Samsung i Sony van presentar televisors OLED de 31 polzades i amb prou feines 8 mil·límetres de grossor. Aquesta tecnologia permet assolir una nitidesa d'imatge i una gamma i intensitat de colors que supera de molt a qualsevol altre producte actual. Una altra fita important és el pas a les pantalles de 200 hertzs,
Un altre fenomen que s'està produint és l'entrada de l'alta definició en molts nous terminals. Hi ha dues families de formats de televisió en Alta Definició (HDTV) : 1920 píxels × 1080 línies o 1280 píxels × 720 línies. Segons dades de Jupiter Research, a Europa un 11% dels televisors n'estan preparats, tot i que només un 5% es fan servir amb aquesta finalitat. La resolució de les pantalles d'ordinadors és en general molt superior a la dels aparells de televisió tradicionals. Tanmateix, ha començat un procés de convergència entre ambdós tipus de pantalles.

#### Reproductors portàtils àudio i vídeo
Des del 2005, el mercat dels reproductors portàtils es troba en un procés de renovació cap a aquells dispositius que són capaços de reproduir MP3 i MP4. Totes les altres formes d'àudio, com els dispositius analògics (ràdios), i dispositius digitals (lectors de CD de tots els formats), es troben en clar retrocés.
De tota manera el procés de renovació va lligat al de la convergència de diverses funcions en un mateix aparell, com per exemple el telèfon mòbil que moltes vegades incorpora funcions d'àudio com a reproductor de MP3 o ràdio.

#### Consoles de joc

Playstation 3

Durant l'any 2007, es va produir una explosió en les vendes de maquinari al món de les consoles. Les noves consoles PlayStation 3, Nintendo Wii i Xbox 360 de Microsoft van renovar el panorama de les consoles oferint als usuaris una experiència de «nova generació». El gener del 2009 la consola Wii va arribar al tercer lloc d'ús de les consoles. Una part important de l'èxit de la consola Wii es basa en un enfocament innovador del concepte dels jocs que fan que el jugador s'involucri en haver de fer físicament els moviments dels jocs en què participa. Una altra part important rau que ha estat capaç de crear una comunitat de jocs que saben treure partit a les qualitats diferents de Wii, com el joc Wii Fit que incita a fer esport alhora que es juga. També ha sabut atreure gent de prestigi reconegut i gran influència mediàtica com Steven Spielberg que s'ha iniciat al món dels videojocs amb el joc Bloom Blox per a aquesta consola. Així la supremacia també es consolida en el camp dels jocs on dels cinc videojocs més venuts al món a 31 de maig de 2008, quatre corresponen a la consola Wii.
També han aparegut noves consoles per públic de més edat i caracteritzades per un millor acabat i millors característiques tècniques, com la consola PSP de Sony, amb una excel·lent pantalla, que permet inclús reproducció de pel·lícules i un gran acabat.
Més de 200 milions de videojocs per consoles es van vendre a Europa el 2008, creixent un 18% respecte a l'any 2007.
Les consoles també han anat incloent un gran nombre de capacitats –en la línia de convergència de dispositius- principalment opcions multimèdia, com reproduir DVD o escoltar música MP3.

### Els serveis a les TIC
Les tecnologies estan sent condicionades per l'evolució i la forma d'accedir als continguts, serveis i aplicacions. També, a mesura que s'escampa la banda ampla i els usuaris s'hi adapten, es produeixen uns canvis en els serveis.
Amb les limitacions tècniques inicials (128 kbps d'amplada de banda), els primers serveis estaven centrats en la difusió d'informació estàtica, a més d'eines noves i exclusives d'aquesta tecnologia com el correu electrònic, o els cercadors.
Les empreses i entitats varen passar aleshores a utilitzar les TIC com un nou canal de difusió dels productes i serveis aportant als seus usuaris una ubiqüitat d'accés. Varen aparèixer un segon grup de serveis TIC com ara el comerç electrònic, la banca online, l'accés a continguts informatius i d'oci i, fins i tot l'accés a l'administració pública.
Són serveis on es manté el model proveïdor-client amb una sofisticació és o menys gran en funció de les possibilitats tecnològiques i de l'evolució de la forma de prestar el servei.

#### El correu electrònic
És una de les activitats més freqüents a les llars amb accés a Internet.
El correu electrònic i els missatges de text del mòbil han modificat les formes d'interaccionar amb amics.
Un problema important és el de la recepció de missatges no sol·licitats ni desitjats, i en quantitats massives, fet conegut com a spam. Un altre problema és el que es coneix com a phishing, que consisteix a enviar correus fraudulents amb l'objectiu d'enganyar els destinataris perquè revelin informació personal o financera.

#### Cerca d'informació
És un dels serveis estrella de la Societat de la Informació, proporcionat pels anomenats motors de cerca, com Google o Yahoo!, que són eines que permeten extreure dels documents de text les paraules que millor els representen. Aquestes paraules les emmagatzemaran en un índex i sobre aquest índex es realitza la consulta. Ens permet trobar recursos (pàgines web, fòrums, imatges, vídeo, fitxers, etc.) associats a combinacions de paraules. Els resultats de la cerca és un llistat d'adreces web on es detallen temes relacionats amb les paraules clau buscades. La informació pot constar de pàgines web, imatges, informació o altres tipus d'arxius. Alguns motors de cerca també fan mineria de dades i estan disponibles en bases de dades o directoris oberts. Els motors de cerca operen algorítmicament o són una barreja d'aportacions algorítmiques i humanes.
Alguns llocs web ofereixen un motor de cerca com a principal funcionalitat : Dailymotion, YouTube, Google Video, etc. són motors de cerca de vídeo.

#### Banca online
El sector bancari ha sofert una forta revolució els darrers anys gràcies al desenvolupament de les TIC, que ha permès el fort ús que se n'està fent d'aquests serveis. El seu èxit es deu a la varietat de productes i a la comoditat i facilitat de gestió que proporcionen. Els usuaris de la banca ho fan servir cada cop més per realitzar transferències o consultar el saldo, per exemple.
Els problemes de seguretat són el phishing, ja esmentat; el pharming, que és la manipulació del sistema de resolució de noms a Internet, que fa que s'accedeixi a una web falsa; l'scam, intermediació de transferencies.

#### Àudio i música
Des de la popularització dels reproductors MP3, la venda o baixada de música per Internet està desplaçant els formats CD.
Un nou servei relacionat amb els continguts d'àudio és el podcast, paraula que ve de la contracció d'iPod i Broadcast. Són fitxers d'àudio gravats per aficionats o per mitjans de comunicació, contenint notícies, música, programes de ràdio... Es codifiquen normalment en MP3, tot i poder ser escoltats a l'ordinador, és més habitual fer servir els reproductors portàtils d'MP3, com l'iPod, que el setembre del 2008 havia venut 160 milions d'unitats a tot el món.
En alguns països els polítics distribueixen els seus discursos a través de podcast, per assegurar que el missatge sigui directe i evitar la intervenció dels mitjans de comunicació.
Moltes cadenes de ràdio s'han llençat a fer podcasting, permetent als usuaris personalitzar com escolten els seus programes preferits, arribant a una audiència que no pot escoltar la ràdio en determinats horaris.

#### TV i cinema
Com a servei diferencial està el que ofereixen algunes xarxes de televisió IP, i que consisteix a veure continguts en modalitat de vídeo sota demanda. De manera que l'usuari controla el programa com si tingués un aparell de vídeo a casa seva.
La TDT oferirà serveis de transmissió de dades i interactivitat, concretament guies electròniques de programació, serveis d'informació ciutadana, i els relacionats amb l'administració i el comerç electrònic.
Les emissions en alta definició no acaben d'imposar-se en tot el món per l'existència de dos formats possibles, cosa que obliga a les operadores a triar-ne un, amb el risc d'escollir l'opció menys popular. Un altre motiu és la poca oferta de continguts en alta definició.
Un altre servei, similar al d'àudio, és l'streaming de continguts de TV. Ara mateix hi ha nombrosos llocs web que ofereixen l'accés a emissions de TV per Internet via streaming, que permet escoltar i veure els arxius mentre es fa la transferència, no essent necessària la finalització del procés.

#### Comerç electrònic
El comerç electrònic és una modalitat de la compra a distància que està proliferant darrerament, per mitjà d'una xarxa de telecomunicacions, generalment Internet, fruit de la creixent familiarització dels ciutadans amb les noves tecnologies. S'inclouen les vendes efectuades en subhastes fetes per via electrònica.
Segons dades de l'Eurostat 2008, un 30% dels europeus va fer servir Internet per fer compres de caràcter privat el 2007; Dinamarca (55%) i Holanda (55%) van ser els que més la fan servir. A la cua, Bulgària i Romania (3%). Tanmateix una de cada vuit persones a l'Europa dels 27 evita les compres electròniques per qüestions de seguretat.

#### E-administració («eGovernment»)[78]
La tercera activitat que més realitzen els internautes és visitar webs de serveis públics, només per darrere de la cerca d'informació i dels correus electrònics. És doncs, una realitat, que cada cop més els usuaris d'internet demanden una administració adaptada a la societat de la informació i capaç de treure'n tot el profit.
La implantació d'aquest tipus de serveis és una prioritat per tots els governs dels països més desenvolupats.
Singapur i el Canadà continuen liderant el món -amb un 89 i 88 per cent, respectivament- quant a 'maduresa del seu servei d'atenció' respecte a impostos, centres de la comunitat o pensions.
Això es deu que ambdós països desenvolupen estratègies per aconseguir una millora contínua del servei d'atenció al client en cada una de les quatre àrees claus: 'conèixer el client, connectar, alinear el personal i no actuar en solitari'.

En els països de la Unió Europea el grau de desenvolupament es mesura pel grau d'implantació i desenvolupament dels 20 serveis bàsics definits en el programa eEurope 2005, i que es detallen a continuació:
Serveis públics als Ciutadans:
- Pagament d'impostos
- Recerca d'ocupació
- Beneficis de la Seguretat Social (3 entre els 4 següents)
  - Subsidi de desocupació
  - Ajuda familiar
  - Despeses mèdiques (reemborsaments o pagament directe)
  - Beques d'estudis
- Documents personals (passaport i permís de conduir)
- Matriculació vehicles (nous, usats i importats)
- Sol·licitud de llicències de construcció
- Denúncies Policia
- Biblioteques Públiques (disponibilitat de catàlegs, eines de recerca)
- Certificats (naixement, matrimoni): sol·licitud i lliurament
- Matriculació en l'ensenyament superior/Universitat
- Declaració de canvi de domicili
- Serveis relacionats amb la Salut (per exemple informació interactiva de serveis disponibles en diferents hospitals; cites mèdiques)

Serveis Públics a les Empreses:
- Contribucions a la Seguretat Social per empleats
- Impostos de societats: declaració, presentació
- IVA: declaració, presentació
- Registre de noves societats
- Tramesa de dades per a estadístiques oficials (*)
- Declaracions de duanes
- Permisos mediambientals (presentació d'informes inclosa)
- Compres públiques o licitacions

#### E-sanitat
Les TIC obren un ampli ventall de possibilitats per a la renovació i millora de les relacions pacient-metge, metge-metge i metge-gestor. L'objectiu és millorar els processos assistencials, els mecanismes de comunicació i seguiment i agilitzar els tràmits burocràtics.

#### Educació
La formació és un element essencial en el procés d'incorporar les noves tecnologies a les activitats quotidianes, i l'avenç de la Societat de la Informació en vindrà determinat. L'e-learning és el tipus d'ensenyament que es caracteritza per la separació física entre el professor i l'alumne, i que fa servir Internet com a canal de distribució del coneixement i com a mitjà de comunicació. Els continguts d'e-learning estan focalitzats en les àrees tècniques.
Tot això introdueix també el problema de la poca capacitat que té l'escola per a absorbir les noves tecnologies. En aquest sentit, un altre concepte de Noves Tecnologies són les NTAE (Noves Tecnologies Aplicades a l'Educació). L'ús d'aquestes tecnologies, enteses tant com a recursos per a l'ensenyament com mitjà per a l'aprenentatge, com mitjans de comunicació i expressió, i com objecte d'aprenentatge i reflexió (Quintana, 2004).
Entre els beneficis més clars que els mitjans de comunicació aporten a la societat es troben l'accés a la cultura i a l'educació, on els avanços tecnològics i els beneficis que comporta l'era de la comunicació en què vivim llancen un balanç i unes previsions extraordinàriament positives. Tot i així, alguns experts han incidit en què deu existir una relació entre la informació que se subministra i la capacitat d'assimilació de la mateixa per part de les persones. Per això, és convenient una adequada educació en l'ús d'aquests poderosos mitjans.
Tornant a l'educació, aquesta ha de replantejar els seus objectius, metes, pedagogies i didàctiques. Les mateixes forces tecnològiques que faran tan necessari l'aprenentatge, el faran agradable i pràctic. Actualment les escoles, com altres institucions, estan reinventant-se al voltant de les oportunitats obertes per la tecnologia de la informació. Les xarxes educatives virtuals s'estan transformant en les noves unitats bàsiques del sistema educatiu, que inclouen el disseny i la construcció de nous escenaris educatius, l'elaboració d'instruments educatius electrònics i la formació d'educadors especialitzats en l'ensenyança en un nou espai social.

#### Jocs
La indústria de l'entreteniment ha canviat. L'escenari tradicional on música i cinema encapçalaven ha canviat i ara dominen els videojocs. Sobretot la consola, utilitzant principalment jocs fora de línia. Hi ha una tendència a fer servir cada cop menys l'ordinador personal com a plataforma de jocs. Malgrat la crisi econòmica, hi ha un augment en el volum de vendes de jocs i consoles.
Els jocs més venuts a tot el món el 2009 són World of Warcraft i Second Life.
I el futur dels jocs segueix la tendència de convergència de la resta d'aplicacions. Per exemple, als Estats Units, quan comença el procés de creació d'una pel·lícula es dissenyen conjuntament film i videojoc, i aquest forma part del merchandising.

#### Serveis mòbils
La telefonia mòbil és un dels apartats que aporta més activitat als serveis de les TIC. A més de la realització de trucades de veu, els misstages curts (SMS) és un dels sistemes de comunicació més barats, eficaços i ràpids que existeixen. Els missatges multimèdia (MMS) van guanyan a poc a poc pes.
El mòbil s'ha convertit en un dispositiu individual, associat a una persona i, per tant, amb una forta tendència a la personalització: descàrrega de logos, imatges i melodies són serveis força demandats.
Com ja s'ha esmentat a l'apartat de terminals, els nous terminals permeten l'accés a altres plataformes, i així el 30,9% dels propietaris de l'iPhone veuen la televisió al mòbil o el 49,7% va accedir a xarxes socials.

### Nova generació de serveis TIC
La disponibilitat més gran d'amplada de banda (10Mbps) ha permés una major sofisticació de l'oferta descrita podent accedir a la TV digital, vídeo sota demanda, jocs en línia, etc.
Però el canvi principal que les possibilitats tecnològiques han propiciat ha estat l'aparició de fórmules de cooperació entre usuaris de la xarxa, trencant el paradigma clàssic proveïdor-client.
L'aparició de comunitats virtuals o models cooperatius han proliferat els darrers anys configurant un conjunt de productes i formes de treball en la xarxa que, globalment, s'han recollit sota el concepte de Web 2.0. Són serveis on un proveïdor proporciona el suport tècnic, la plataforma sobre la qual els usuaris s'autoconfiguren el servei.
Alguns exemples són:

#### Serveis Peer to Peer (P2P)
És l'activitat que genera més tràfic a les xarxes. Es refereix a la comunicació entre iguals per l'intercanvi de fitxers a la xarxa, on l'usuari posa a disposició de la resta els seus continguts, assumint el paper de servidor. Les principals aplicacions són eMule i Kazaa. La major part dels fitxers intercanviats a les xarxes P2P són els vídeos (61,44%) i a molta distància els diversos formats d'àudio. Gairebé el 47% són vídeos Microsoft, i el 65% dels fitxers d'àudio ho són en format MP3.

#### Blogs
Un blog és un lloc web on es recullen textos o articles d'un o diversos autors ordenats de més modern a més antic, i escrit en un estil personal i informal. És com un diari, tot i que moltes vegades especialitzat, dedicat a viatges o cuina, per exemple. L'autor pot deixar publicat el que cregui convenient.

#### Comunitats virtuals
Han aparegut des de fa pocs anys un conjunt de serveis que permeten la creació de comunitats virtuals, unides per interessos comuns.
S'articulen al voltant de dos tipus de mecanismes:
- Els etiquetats col·lectius d'informació”, per emmagatzemar informació d'alguna mena (fotografies, bookmarks...). En seria un exemple el flickr
- Les xarxes que permeten als usuaris crear perfils, llista d'amics i amics dels seus amics. Les més conegudes són MySpace, Facebook, LinkedIn, Twitter.

Les seves bases tecnològiques estan basades en la consolidació d'aplicacions d'ús comú en un únic lloc. Es fan servir tecnologies estàndards, com el correu electrònic i els seus protocols; http per facilitar les operacions de pujar o baixar informació, tan si són fotos o si és informació sobre el perfil. Les característiques del xat també estan disponibles i permeten als usuaris connectar-se instantàniament en modalitat d'un a un o en petits grups.

### Impacte i evolució dels serveis
A la taula es pot veure quins són els serveis més populars a Europa. Tot i que les dades són del 2005, marquen clarament la tendència de l'estil de vida digital.
| Compres des de casa/alimentació | 35% | 6%  | 9%  | 12% | 14% | 23% | 9%  |  |  |  |  |  |  |  |
| Compres des de casa / altres    | 77% | 45% | 47% | 65% | 35% | 74% | 45% |  |  |  |  |  |  |  |
| Reserva de vols                 | 69% | 54% | 63% | 78% | 68% | 62% | 73% |  |  |  |  |  |  |  |
| Compra de propietats            | 11% | 4%  | 4%  | 5%  | 4%  | 13% | 14% |  |  |  |  |  |  |  |
| Xats per Internet               | 27% | 46% | 37% | 42% | 39% | 39% | 36% |  |  |  |  |  |  |  |
| Cursos / educació               | 39% | 18% | 20% | 32% | 32% | 29% | 27% |  |  |  |  |  |  |  |
| Recerca per Internet            | 80% | 93% | 91% | 38% | 88% | 88% | 94% |  |  |  |  |  |  |  |
| Recerca de treball              | 39% | 41% | 45% | 45% | 54% | 47% | 57% |  |  |  |  |  |  |  |
| Notícies                        | 45% | 66% | 70% | 69% | 68% | 56% | 71% |  |  |  |  |  |  |  |
| Descàrrega de música            | 48% | 39% | 49% | 38% | 56% | 40% | 53% |  |  |  |  |  |  |  |
| Jocs                            | 28% | 35% | 31% | 32% | 34% | 24% | 40% |  |  |  |  |  |  |  |
| Comunitats                      | 17% | 21% | 22% | 16% | 18% | 32% | 19% |  |  |  |  |  |  |  |
| Blogs                           | 7%  | 10% | 14% | 7%  | 20% | 10% | 11% |  |  |  |  |  |  |  |
| Creació de lloc web propi       | 16% | 12% | 17% | 22% | 12% | 24% | 17% |  |  |  |  |  |  |  |
| Àlbums fotogràfics a la xarxa   | 29% | 35% | 26% | 17% | 32% | 33% | 24% |  |  |  |  |  |  |  |
| Altres activitats               | 3%  | 4%  | 8%  | 7%  | 3%  | 2%  | 4%  |  |  |  |  |  |  |  |
|                                 |     |     |     |     |     |     |     |  |  |  |  |  |  |  |

## Paper de les TIC a l'empresa
Informació, baixada dels costos.
- Deslocalització de la producció (ex.: centres d'atenció a clients).
  - Millor coneixement de l'entorn, millora de l'eficàcia de les preses de decisions.
- Pel que fa a l'estructura de l'empresa i de la gestió del personal:
  - Organització menys jerarquitzada, repartiment d'informació.
  - Millor gestió dels recursos humans
- En l'àmbit comercial :
  - Extensió del mercat potencial (comerç electrònic).
  - Una baixada dels costos logístics.
  - Desenvolupament de les innovacions en serveis i respostes a les necessitats dels consumidors.
  - Millora de la imatge de marca de l'empresa (empresa innovadora).

### Límits de la inversió en les TIC
- Problemes de rendibilitat :

1. Cost del material, del programari, del manteniment i de la renovació.
2. És freqüent veure aparèixer un equipament excessiu respecte a les necessitats i una subutilització dels programaris.
3. Cost de la formació del personal, de la seva resistència als canvis.
4. Cost generat per la modificació de les estructures, per la reorganització del treball, per la superabundància de les informacions.
5. Cost degut al ritme constant de les innovacions (18 mesos).
6. Rendibilitat difícilment quantificable o difícilment previsible sobre els nous productes.

- Altres inversions poden ser igualment benèfiques:

1. Recerca i desenvolupament
2. Formació del personal
3. Formacions comercials, organitzatives, logístiques.

La mundialització de les TIC, permetent un accés 24h/24, des de qualsevol punt del globus, a un conjunt de recursos (dades, potència informàtica), porta també a efectes perversos en termes de seguretat i d'ètica agreujats per la internacionalització de determinades actuacions : xantatge, estafa, subversió, etc. Actualment, es pot afirmar que cap « govern mundial» no ha arribat a una vigilància o a imposar un respecte de regles «mínimes considerades comunes».

## Efectes de les TIC en l'opinió pública
Les noves tecnologies de la informació i la comunicació estan influint notòriament en els processos de creació i canvi dels corrents d'opinió pública. Objectes tan habituals com la televisió, el mòbil i l'ordinador, a més de la ràdio, estan constantment transmetent missatges, intentant portar al seu terreny als oients, telespectadors o usuaris d'aquests mitjans. A través de missatges de text, correus electrònics, blogs, i altres espais dins d'internet, les persones es deixen influir gairebé sense ser conscients, afirmant que creuen aquesta versió perquè «ho han dit els mitjans» o «ve a Internet». Aquests són la via de la veritat per a molts dels ciutadans, sense saber que en ells també es menteix i manipula i per confusió entre el canal de comunicació o emissor de la informació i aquell que ha generat el missatge (sovint elidit o no prou explícit). Depenent de l'edat, estatus social, nivell d'educació i estudis, així com de vida, treball i costums, les TIC tenen un major impacte o menys, es dona més un tipus d'opinió o una altra i diferents formes de canviar-la.

## Efectes de les TIC en l'àmbit sanitari
La presència de les Tecnologies de la Informació i la Comunicació (TIC) a l'àmbit de la salut afecta en els aspectes de la planificació, la informació, la recerca, la gestió, la prevenció, promoció, el diagnòstic, el tractament i l'educació. Les TIC poden aportar beneficis i problemes (informació falsa, infoxicació) en l'àmbit sanitari.

## L'obertura dels països a les TIC
Cada any, el Fòrum econòmic mundial publica l’Índex de l'estat de les xarxes (Networked Readiness Index), un índex definit en funció del lloc, l'ús i el benefici que en pot treure un país de les Tecnologies de la Informació i de les Comunicacions. Aquest índex té en compte més d'un centenar de països (122 el 2006-2007) i permet establir una classificació mundial.

## Ús responsable de les TIC
L'ús responsable de les TIC implica un ús ètic i conscient d'aquestes tecnologies per evitar danys en un mateix i en els altres. Pautes clau per fomentar l'ús responsable de les TIC:
- Respecte a la privadesa: No hem de divulgar informació confidencial o imatges d'altres persones sense el seu consentiment. A més, hem d'anar amb compte en compartir informació personal en línia i ajustar la configuració de privadesa a les xarxes socials.[89][90]
- Seguretat en línia: La seguretat en línia és essencial per protegir-se contra virus, malware i atacs cibernètics. Mantenir contrasenyes segures, actualitzar programari i utilitzar antivirus són qüestions que ens ajuden a garantir la seguretat en línia.[91]
- Comunicació respectuosa: La comunicació en línia ha de ser respectuosa i considerada. Cal evitar l'assetjament, la difamació i el ciberbullying. Hem de tractar als altres a través de les xarxes igual que ho faríem a la vida real.
- Veracitat de la informació: Compartir informació precisa i verificada és un principi important de l'ús responsable de les TIC. La desinformació i les notícies falses poden tenir conseqüències.
- Gestió del temps: L'ús excessiu de les TIC pot afectar negativament la productivitat i la salut. És important establir límits en el temps dedicat a les pantalles i equilibrar-ho amb activitats fora de línia.
- Drets d'autor i propietat intel·lectual: Respectar els drets d'autor i la propietat intel·lectual és essencial a l'hora de compartir contingut en línia. S'ha d'evitar la pirateria i l'ús no autoritzat de material protegit per drets d'autor.[92]

Aquestes són algunes de les pautes en relació amb l'ús responsable de les TIC, que cal seguir i cal fomentar entre les generacions més joves. D'aquesta manera podem fer que les TIC siguin una eina útil per a nosaltres i no quelcom perjudicial.